# Lista de finais femininas em duplas do tênis nos Jogos Paralímpicos
Esta é a lista de finais femininas em duplas do tênis nos Jogos Paralímpicos de Verão.

## Por ano

### Disputa pela medalha de ouro
| Ano  | Cidade-sede    | Medalhistas de ouro                                          | Medalhistas de prata                            | Resultado      |
| ---- | -------------- | ------------------------------------------------------------ | ----------------------------------------------- | -------------- |
| 2024 | Paris          |                                                              |                                                 |                |
| 2020 | Tóquio         | NED Diede de Groot NED Aniek van Koot                        | GBR Lucy Shuker GBR Jordanne Whiley             | 6–0, 6–1       |
| 2016 | Rio de Janeiro | NED Jiske Griffioen NED Aniek van Koot                       | NED Marjolein Buis NED Diede de Groot           | 6–4, 6–2       |
| 2012 | Londres        | NED Marjolein Buis NED Esther Vergeer                        | NED Jiske Griffioen NED Aniek van Koot          | 6–1, 6–3       |
| 2008 | Pequim         | NED Korie Homan NED Sharon Walraven                          | NED Jiske Griffioen NED Esther Vergeer          | 2–6, 7–64, 6–4 |
| 2004 | Atenas         | NED Maaike Smit NED Esther Vergeer                           | THA Sakhorn Khanthasit THA Ratana Techamaneewat | 6–0, 6–4       |
| 2000 | Sydney         | NED Maaike Smit NED Esther Vergeer                           | AUS Daniela Di Toro AUS Branka Pupovac          | 7–66, 6–2      |
| 1996 | Atlanta        | NED Monique Kalkman-van den Bosch NED Chantal Vandierendonck | USA Hope Lewellen USA Nancy Olson               | 6–1, 6–0       |
| 1992 | Barcelona      | NED Monique van den Bosch NED Chantal Vandierendonck         | USA Nancy Olson USA Lynn Seidemann              | 6–2, 6–3       |

### Disputa pela medalha de bronze
| Ano  | Cidade-sede | Medalhistas de bronze                             | Quarto lugar                                    | Resultado       |
| ---- | ----------- | ------------------------------------------------- | ----------------------------------------------- | --------------- |
| 2024 | Paris       |                                                   |                                                 |                 |
| 2020 | Tóquio      | JPN Yui Kamiji JPN Momoko Ohtani                  | CHN Wang Ziying CHN Zhu Zhenzhen                | 6–2, 7–6³       |
| 2012 | Londres     | GBR Lucy Shuker GBR Jordanne Whiley               | THA Sakhorn Khanthasit THA Ratana Techamaneewat | 86–7, 7–62, 6–3 |
| 2008 | Pequim      | FRA Florence Alix-Gravellier FRA Arlette Racineux | USA Beth Arnoult USA Kaitlyn Verfuerth          | 5–7, 6–3, 6–2   |
| 2004 | Atenas      | SUI Sandra Kalt SUI Karin Suter Erath             | JPN Chiyoko Ohmae JPN Mie Yaosa                 | 7–5, 6–3        |
| 2000 | Sydney      | GER Christine Otterbach GER Petra Sax-Scharl      | GBR Kimberly Dell GBR Janet McMorran            | 5–7, 6–4, 6–4   |
| 1996 | Atlanta     | FRA Oristelle Marx FRA Arlette Racineux           | AUS Daniela Di Toro AUS Randa Hinson            | 6–2, 6–7, 6–2   |
| 1992 | Barcelona   | FRA Oristelle Marx FRA Arlette Racineux           | GBR Christine Blackmore GBR Janet McMorran      | 6–3, 6–2        |

## Estatísticas

### Medalhas por país
| Ordem | País               | Medalha de ouro | Medalha de prata | Medalha de bronze |    |
| ----- | ------------------ | --------------- | ---------------- | ----------------- | -- |
| 1     | NED Países Baixos  | 8               | 3                |                   | 11 |
| 2     | USA Estados Unidos |                 | 2                |                   | 2  |
| 3     | GBR Grã-Bretanha   |                 | 1                | 2                 | 3  |
| 4     | AUS Austrália      |                 | 1                |                   | 1  |
| 5     | THA Tailândia      |                 | 1                |                   | 1  |
| 6     | FRA França         |                 |                  | 3                 | 3  |
| 7     | GER Alemanha       |                 |                  | 1                 | 1  |
|       | JPN Japão          |                 |                  | 1                 | 1  |
|       | SUI Suíça          |                 |                  | 1                 | 1  |

### Múltiplos medalhistas
| Ordem | País                              |   |   |   |   |
| ----- | --------------------------------- | - | - | - | - |
| 1     | NED Esther Vergeer                | 3 | 1 | 0 | 4 |
| 2     | NED Aniek van Koot                | 2 | 1 | 0 | 3 |
| 2     | NED Jiske Griffioen               | 1 | 2 | 0 | 3 |
| 3     | FRA Arlette Racineux              | 0 | 0 | 3 | 3 |
| 4     | NED Maaike Smit                   | 2 | 0 | 0 | 2 |
| 4     | NED Monique Kaikman-van den Bosch | 2 | 0 | 0 | 2 |
| 4     | NED Chantal Vandierendonck        | 2 | 0 | 0 | 2 |
| 8     | NED Marjolein Buis                | 1 | 1 | 0 | 2 |
| 9     | GBR Lucy Shuker                   | 0 | 1 | 2 | 3 |
| 9     | GBR Jordanne Whiley               | 0 | 1 | 2 | 2 |
| 11    | USA Nancy Olson                   | 0 | 2 | 0 | 2 |
| 12    | FRA Oristelle Marx                | 0 | 0 | 2 | 2 |